# Osterby, Schleswig-Flensburg
Osterby (tiếng Đan Mạch: Østerby) là một đô thị thuộc huyện Schleswig-Flensburg, trong bang Schleswig-Holstein, nước Đức. Đô thị Osterby, Schleswig-Flensburg có diện tích 12,35 km², dân số thời điểm 31 tháng 12 năm 2006 là 335 người.